# Christa Hartungen
Christa Hartungen è un film muto del 1917 diretto da Rudolf Biebrach. Il nome del regista appare tra quello degli interpreti del film che ha come protagonista Henny Porten nel ruolo del titolo.

## Produzione
Il film fu prodotto dalla Messter Film GmbH (Berlin).

## Distribuzione
Il film fu presentato in prima il 4 maggio 1917.